# Cereja
Cereja este o arie protejată (arie specială de conservare — SAC, sit de importanță comunitară — SCI) din Slovenia întinsă pe o suprafață de 2,81 ha, integral pe uscat.

## Localizare
Centrul sitului Cereja este situat la coordonatele 45°49′24″N 14°37′53″E / 45.8233°N 14.6313°E.

## Înființare
Situl Cereja a fost declarat sit de importanță comunitară în aprilie 2013 pentru a proteja 1 specie de animale. Situl a fost protejat și ca arie specială de conservare în aprilie 2015.

## Biodiversitate
Situată în ecoregiunea alpină, aria protejată nu include niciun habitat protejat.
La baza desemnării sitului se află o specie protejată de  nevertebrate: Austropotamobius torrentium.